# مجزرة قلب لوزة
مجزرة قلب لوزة هي مجزرة أستهدفت الدروز السوريين في 10 يونيو من عام 2015 في قرية قلب لوزة في محافظة إدلب شمال غرب سوريا. وكانت القرية واقعة تحت سيطرة تحالف للمعارضين الإسلاميين، عندما حاول قائد تونسي لمجموعة في الائتلاف، وهي جبهة النصرة، مصادرة منزل أحد سكان القرية الذين اتهموا بالعمل لصالح الحكومة السورية. احتج القرويون وكان هناك قصتان مختلفان لما حدث. طبقاً للنشطاء المناهضين للحكومة، فتح مقاتلو جبهة النصرة النار على القرويين المحتجين، بعد أن اتهمهم القائد التونسي بالتجديف. في المقابل، ادعى «محمد فيزو» وهو عضو في جبهة النصرة أن القرويين هم الذين أطلقوا النار أولاً. في النهاية، قتلت قوات جبهة النصرة حوالي 20 شخصًا، بمن فيهم من المسنين وطفل. وورد أن الدروز قتلوا ثلاثة من أعضاء جبهة النصرة، بما في ذلك «التونسي». بعد يومين، أفاد تقرير أن عدد القتلى الدروز حوالي 24 شخص.
أثارت المجزرة إدانة واسعة النطاق في لبنان المجاور، والتي تضم أقلية درزية كبيرة. ورد عن وليد جنبلاط بأن «أي خطاب تحريضي لن يكون مفيداً، ويجب أن نتذكر أن سياسات بشار الأسد دفعت سوريا إلى هذه الفوضى». في المقابل، حث وزير الحكومة السابق «وئام وهاب» الدروز على تشكيل قوة مسلحة للدفاع عن طائفتهم في خطاب متلفز غاضب قال «لن نقبل بيع دم درزي!». كانت دعوته تتماشى كثيراً مع الزعيم الروحي للدروز السوريين الذي وجه دعوة للدروز للانضمام إلى الجيش السوري. وفي وقت لاحق، ساعد مقاتلون دروز من السويداء الجيش السوري في استعادة قاعدة جوية كانت تسيطر عليها جبهة النصرة. قبل مجزرة قلب لوزة، أجبرت جبهة النصرة المئات من الدروز على التحول إلى الإسلام السني، فضلاً عن تدنيس قبورهم وتدمير الأضرحة الدرزية. في 22 يونيو من عام 2015، قامت مجموعة من الدروز بقتل سوري جريح في مرتفعات الجولان والذي كان قد نُقل إلى إسرائيل لتلقي العلاج، لأنهم اعتقدوا أنه مقاتل تابع لجبهة النصرة.